# Daiki Hashioka
Daiki Hashioka (n. 17 mai 1999, Saitama, Japonia) este un fotbalist japonez.
Hashioka a debutat la echipa națională a Japoniei în anul 2019.

## Statistici
| Japonia | Japonia | Japonia |
| An      | Meciuri | Goluri  |
| ------- | ------- | ------- |
| 2019    | 2       | 0       |
| Total   | 2       | 0       |